# Mnożenie

3 · 4 = 12, czyli dwanaście kropek można uporządkować w trzech rzędach po cztery (lub w czterech kolumnach po trzy).

Mnożenie – wspólna nazwa różnych funkcji matematycznych definiowanych osobno; ich najprostszym przykładem jest mnożenie liczb naturalnych – wielokrotne dodawanie liczby do siebie samej. Wynik mnożenia to iloczyn, a mnożone elementy to czynniki, przy czym pierwszy czasem jest znany jako mnożna, a drugi jako mnożnik.
Na przykład:
{\displaystyle 3\cdot 4=4+4+4=12,}
gdzie liczby 3 i 4 są czynnikami, a 12 to ich iloczyn. Powyższe oznacza, że trzy grupy po cztery elementy to razem dwanaście elementów. Z każdej z powyższych równolicznych grup można wybrać kolejno po jednym elemencie i w ten sposób stworzyć cztery nowe grupy zawierające po trzy elementy:
{\displaystyle 4\cdot 3=3+3+3+3=12.}
W ten sposób {\displaystyle 3\cdot 4=4\cdot 3,} co w przypadku ogólnym nazywa się formalnie przemiennością. Należy mieć jednak na uwadze, że istnieją działania nazywane mnożeniami, które nie mają tej własności (zob. dalej).
Mnożenia liczb naturalnych o czynnikach od 0 do 10 (czyli do podstawy dziesiętnego systemu liczbowego) uczy się w pierwszych klasach szkoły podstawowej pod postacią tzw. tabliczki mnożenia. Dowolna liczba pomnożona przez zero daje w wyniku zero (tzn. zero jest elementem pochłaniającym mnożenia), podobnie dowolna liczba pomnożona przez jeden daje w wyniku tę liczbę (tzn. jedynka jest elementem neutralnym mnożenia).
Mnożenie zalicza się do czterech podstawowych działań arytmetycznych obok dodawania, odejmowania i dzielenia. Uogólnieniem mnożenia liczb są inne działania dwuargumentowe.

## Mnożenie pisemne liczb

### Przykład
Algorytm pisemnego mnożenia najłatwiej wytłumaczyć na przykładzie. Obliczymy iloczyn liczb {\displaystyle 105} i {\displaystyle 18.} Należy zapisać jedną z liczb pod drugą tak, by cyfry oznaczające odpowiednio jedności, dziesiątki, setki itp. znajdowały się w jednej kolumnie (mniej precyzyjnie: wyrównać cyfry obu liczb do prawej):
{\displaystyle {\begin{matrix}&&1&0&5\\\cdot &&&1&8\\\hline {}\end{matrix}}}
Następnie mnoży się poszczególne cyfry i zapisuje jedna pod drugą na odpowiedniej pozycji: jeżeli przyjąć, że pozycje cyfr numerowane są od prawej począwszy od zera, to cyfra dziesiątek i cyfra jednostek iloczynu dwóch cyfr powinny być zapisywane na pozycji będącej sumą pozycji mnożonych cyfr i o jeden mniejszej (jeżeli cyfra dziesiątek jest zerem, to zwykle się jej nie pisze). W ten sposób (mnożąc kolejno od prawej cyfry drugiej liczby przez kolejne cyfry pierwszej liczby):
{\displaystyle {\begin{matrix}&&1&0&5\\\cdot &&&1&8\\\hline &&&4&0&\;\scriptstyle {(=8\cdot 5)}\\+&&&0&&\;\scriptstyle {(=8\cdot 0)}\\+&&8&&&\;\scriptstyle {(=8\cdot 1)}\\+&&&5&&\;\scriptstyle {(=1\cdot 5)}\\+&&0&&&\;\scriptstyle {(=1\cdot 0)}\\+&1&&&&\;\scriptstyle {(=1\cdot 1)}\\\hline &1&8&9&0\end{matrix}}}
Suma tak zapisanych iloczynów cyfr (przyjmując, że puste miejsca oznaczają zera) daje wynik:
{\displaystyle 105\cdot 18=1890}
Mnożenie liczb całkowitych przebiega podobnie, z tym iż mnoży się wartości bezwzględne, tzn. liczby bez znaku, i uzupełnia znak iloczynu minusem, jeżeli dokładnie jedna z nich była ujemna.
Jeżeli jeden (lub oba) z czynników jest pewną wielokrotnością liczby 10, tzn. na jej końcu znajduje się pewna liczba zer (np. 10500·180), to zera te można pominąć w czynnikach i dopisać do iloczynu – zamiast
{\displaystyle {\begin{matrix}&&1&0&5&0&0\\\cdot &&&&1&8&0\\\hline {}\end{matrix}}}
oblicza się iloczyn {\displaystyle 105\cdot 18}
{\displaystyle {\begin{matrix}&&1&0&5&\color {MidnightBlue}0&\color {MidnightBlue}0\\\cdot &&&1&8&\color {MidnightBlue}0&\\\hline &1&8&9&0&\color {MidnightBlue}0&\color {MidnightBlue}0&\color {MidnightBlue}0\end{matrix}}}
To uproszczenie rachunku opiera się na wykorzystaniu łączności i przemienności mnożenia:
{\displaystyle 105{\color {MidnightBlue}00}\cdot 18{\color {MidnightBlue}0}=105\cdot 1{\color {MidnightBlue}00}\cdot 18\cdot 1{\color {MidnightBlue}0}=(105\cdot 18)\cdot (1{\color {MidnightBlue}00}\cdot 1{\color {MidnightBlue}0})=(105\cdot 18)\cdot 1{\color {MidnightBlue}000}}
Podobnie z ułamkami w zapisie dziesiętnym: jeśli czynniki zawierają przecinek (np. 1,05 · 1,8), należy wykonać mnożenie tak, jakby w ich zapisie nie było przecinka, po czym umieścić przecinek tak, by po jego prawej stronie pozostało tyle cyfr, ile ich było za przecinkami łącznie w obu czynnikach:
{\displaystyle {\begin{matrix}&&1,&\color {MidnightBlue}0&\color {MidnightBlue}5\\\cdot &&&1,&\color {MidnightBlue}8\\\hline &1,&\color {MidnightBlue}8&\color {MidnightBlue}9&\color {MidnightBlue}0\end{matrix}}}
To uproszczenie także opiera się na przemienności i łączności mnożenia:
{\displaystyle 1,{\color {MidnightBlue}05}\cdot 1,{\color {MidnightBlue}8}=105/1{\color {MidnightBlue}00}\cdot 18/1{\color {MidnightBlue}0}=(105\cdot 18)/(1{\color {MidnightBlue}00}\cdot 1{\color {MidnightBlue}0})=(105\cdot 18)/1{\color {MidnightBlue}000}}
Uwaga: Mnożyć sposobem pisemnym można tylko w systemach pozycyjnych.

### Algorytm
Sam algorytm mnożenia pisemnego polega na zapisaniu liczby naturalnej w postaci sumy kolejnych potęg dziesiątki. Niech {\displaystyle m\geqslant n} i
{\displaystyle a=a_{m}10^{m}+\ldots +a_{1}10^{1}+a_{0}10^{0},}
{\displaystyle b=b_{n}10^{n}+\ldots +b_{1}10^{1}+b_{0}10^{0}.}
Wówczas
{\displaystyle {\begin{aligned}a\cdot b&=(a_{m}10^{m}+\ldots +a_{1}10^{1}+a_{0}10^{0})\cdot (b_{n}10^{n}+\ldots +b_{1}10^{1}+b_{0}10^{0})\\[2pt]&=a_{m}10^{m}b_{n}10^{n}+\ldots +a_{m}10^{m}b_{1}10^{1}+a_{m}10^{m}b_{0}10^{0}+\ldots +a_{0}10^{0}b_{1}10^{1}+a_{0}10^{0}b_{0}10^{0}\\[2pt]&=a_{m}b_{n}10^{m+n}+\ldots +a_{m}b_{1}10^{m+1}+a_{m-1}b_{2}10^{m+1}+\ldots +a_{1}b_{0}10^{1+0}+a_{0}b_{1}10^{0+1}+a_{0}b_{0}10^{0+0}\\[2pt]&=a_{m}b_{n}10^{m+n}+\ldots +(a_{m}b_{1}+a_{m-1}b_{2}+\ldots +a_{m-n+1}b_{n})10^{m+1}+\ldots +(a_{1}b_{0}+a_{0}b_{1})10^{1}+a_{0}b_{0}10^{0},\end{aligned}}}
przy czym trzecia równość odpowiada mnożeniu poszczególnych cyfr, a ostatnia – końcowemu sumowaniu.

## Definicje
W dobrze znanych zbiorach liczbowych mnożenie definiowane jest osobno w każdym z nich za pomocą działania zdefiniowanego w prostszej strukturze:
- iloczyn dwóch liczb naturalnych {\displaystyle a,b} definiuje się jako {\displaystyle a}-krotną sumę {\displaystyle b{:}}
{\displaystyle a\cdot b=\underbrace {b+b+\ldots +b} _{a{\text{ razy }}}.}

można to zdefiniować rekurencyjnie:
{\displaystyle n\cdot a={\begin{cases}a&{\mbox{ dla }}n=1\\(n-1)\cdot a+a&{\mbox{ dla }}n\geqslant 2\end{cases}}}
- iloczyn dwóch liczb całkowitych {\displaystyle a-b} i {\displaystyle c-d,} gdzie {\displaystyle a,b,c,d\in \mathbb {N} } określony jest wzorem
{\displaystyle (a-b)\cdot (c-d)=a\cdot c+b\cdot d-(a\cdot d+b\cdot c);}
- iloczyn dwóch liczb wymiernych {\displaystyle {\tfrac {a}{b}}} i {\displaystyle {\tfrac {c}{d}},} gdzie {\displaystyle a,c\in \mathbb {Z} ,} a {\displaystyle b,d\in \mathbb {Z} _{+}} określony jest wzorem
{\displaystyle {\frac {a}{b}}\cdot {\frac {c}{d}}={\frac {ac}{bd}};}
- iloczyn dwóch liczb rzeczywistych {\displaystyle a} i {\displaystyle b} określa się następująco:

W zbiorze ciągów Cauchy’ego liczb wymiernych wprowadza się relację równoważności: {\displaystyle (c_{n})\sim (d_{n})} gdy ciąg {\displaystyle |c_{n}-d_{n}|} jest zbieżny do zera. Niech {\displaystyle a_{n},b_{n}} będą ciągami Cauchy’ego liczb wymiernych, wówczas ciąg {\displaystyle c_{n}=a_{n}\cdot b_{n}} także jest ciągiem Cauchy’ego liczb wymiernych. Dowodzi się, że niezależnie od wyboru ciągów {\displaystyle (a_{n}^{'})\sim (a_{n}),(b_{n}^{'})\sim (b_{n})} zachodzi {\displaystyle (a_{n}^{'}\cdot b_{n}^{'})\sim (a_{n}\cdot b_{n}).} Klasa abstrakcji reprezentanta {\displaystyle (a_{n}\cdot b_{n})} jest iloczynem liczb utożsamianych z klasami reprezentantów {\displaystyle (a_{n}),(b_{n}).}
- iloczyn dwóch liczb zespolonych określony jest wzorem

{\displaystyle (a+bi)\cdot (c+di)=(ac-bd)+(ad+bc)i.}

### Oznaczenia
Mnożenie oznacza się na ogół symbolem kropki, np. {\displaystyle 2\cdot 2=4,} czasami w miejsce kropki używa się znaku obróconego krzyżyka: {\displaystyle 3\times 4=12,} zaś w informatyce, z racji łatwej dostępności na klawiaturze komputera, przyjęło się używanie asterysku: a = b * c.
Jeśli nie prowadzi to do nieporozumień, symbol mnożenia w zapisie matematycznym często pomija się, np. zamiast {\displaystyle a\cdot b} pisze się {\displaystyle ab.}

## Własności
| Czynnik 1    | Czynnik 2    | Iloczyn                |
| ------------ | ------------ | ---------------------- |
| parzysty     | całkowity    | parzysty               |
| całkowity    | parzysty     | parzysty               |
| naturalny    | naturalny    | naturalny              |
| całkowity    | całkowity    | całkowity              |
| całkowity    | wymierny     | wymierny               |
| wymierny     | niewymierny  | niewymierny lub zerowy |
| algebraiczny | algebraiczny | algebraiczny           |
| algebraiczny | przestępny   | przestępny lub zerowy  |
| rzeczywisty  | rzeczywisty  | rzeczywisty            |
| zespolony    | zespolony    | zespolony              |

## Produkt
- iloczyn skończony
- iloczyn nieskończony

### Iloczyn skończonej liczby czynników
Niech {\displaystyle A} będzie zbiorem, w którym określono działanie {\displaystyle \cdot } łączne i mające element neutralny {\displaystyle 1} (tzn. struktura {\displaystyle (A,\cdot )} jest monoidem). Może to być np. zbiór liczb rzeczywistych (lub zespolonych) z mnożeniem. Wówczas definiujemy iloczyn {\displaystyle \prod _{i=1}^{n}a_{i}} indukcyjnie wzorami
{\displaystyle \prod _{i=1}^{0}a_{i}=1,}
{\displaystyle \prod _{i=1}^{n+1}a_{i}=\prod _{i=1}^{n}a_{i}\cdot a_{n+1}}
i w podobny sposób definiujemy {\displaystyle \prod _{i=n}^{m}a_{i}.}
Notację tę można uogólnić, gdy dany jest dowolny warunek logiczny dotyczący wskaźnika, np.:
- {\displaystyle \prod \limits _{0\leqslant x<100}f(x)} jest iloczynem czynników postaci {\displaystyle f(x)} dla każdego całkowitego {\displaystyle x} z przedziału {\displaystyle [0,100),}
- {\displaystyle \prod \limits _{x\in S}f(x)} jest iloczynem czynników postaci {\displaystyle f(x)} dla każdego {\displaystyle x\in S} (niekoniecznie całkowitego).

## Algebra
Mnożenie liczb zostało uogólnione na struktury algebraiczne nazwane pierścieniami (np. liczby całkowite) i ciałami (liczby wymierne, rzeczywiste, zespolone).
Rozpatruje się także mnożenie elementów ciała i przestrzeni liniowej nad tym ciałem, tzw. mnożenie przez skalar. Mnożeniem nazywa się często działanie w grupach w zapisie multiplikatywnym.
W tych strukturach mnożenie zwykle jest łączne i rozdzielne względem dodawania. Nie zawsze jest jednak przemienne, np. mnożenie macierzy i iloczyn wektorowy czy też mnożenie w języku naturalnym. Iloczyn wektorowy nie jest również łączny; mnożenie nie jest łączne także w kwaternionach i oktonionach. Wynik mnożenia, nazywanego iloczynem skalarnym, pochodzi z innego zbioru niż czynniki.
Działanie mnożenia może mieć element neutralny, najogólniejszymi strukturami, w których działanie dwuargumentowe ma element neutralny są monoid (w którym działanie musi być łączne) i quasi-grupa (w którym działanie nie musi być łączne). Zwykle oznacza się go symbolem {\displaystyle 1} (inne rozpowszechnione oznaczenia: {\displaystyle e,} {\displaystyle i,} przy czym litery mogą być tak duże, jak i małe) i nazywa jedynką (zob. pierścień z jedynką).
Z istnieniem jedynki związany jest tzw. element odwrotny. Jeżeli iloczyn dwóch elementów jest jedynką, to elementy te nazywa się wzajemnie odwrotnymi. Najogólniejszą strukturą o tej własności jest pętla, czyli quasi-grupa z jedynką. Sama quasi-grupa to przykład struktury, w której można rozważać elementy odwrotne bez jedynki.

## Mnożenie liczb metodą mnichów z Shaolin

Przykład mnożenia liczby 2 przez liczbę 3 oraz liczby 123 przez liczbę 25 metodą mnichów z Shaolin

Liczba w metodzie mnichów z Shaolin reprezentowana jest za pomocą zbioru kresek. Każda cyfra zapisywana jest poprzez grupę równoległych do siebie kresek, o tej samej ilości co wartość cyfry (np. cyfrę {\displaystyle 5} reprezentuje pięć równoległych kresek). Grupy kresek oddzielone są od siebie przerwami. Kreski liczby pierwszej są prostopadłe do kresek liczby drugiej. Metoda polega na zliczaniu ilości przecięć pomiędzy kreskami. Zliczanie odbywa się na zasadzie przekątniowej. Przecięcia zliczane są wzdłuż przekątnej, zaczynając od najdalszej przekątnej z lewej strony. Jeżeli suma ilości kresek na danej przekątnej jest większa od {\displaystyle 9,} wtedy należy dodać {\displaystyle (x-(x\ \mathrm {mod} \ 10))/10} do wyniku poprzedniej przekątnej a cyfrę jedności {\displaystyle x\ \operatorname {mod} \ 10} wpisać jako wynik dla rozpatrywanej przekątnej, wyjątkiem jest pierwsza przekątna, dla której wpisywany jest cały wynik. Z otrzymanych wartości konstruuje się końcowy wynik, zaczynając odpowiednio od wyniku uzyskanego w najdalszej przekątnej z prawej stron, ów wynik odpowiada za cyfrę jedności, wynik na kolejnej najbardziej z prawej strony przekątnej odpowiada cyfrze dziesiątek, na kolejnej setek itd.

## Multyplikacja
Zasugerowano, aby ta sekcja została przeniesiona do Wikiźródeł.
Multyplikacją w siedemnastowiecznej i późniejszej polszczyźnie nazywano działanie mnożenia, podobnie jak numeracją nazywano liczenie, dywizją – dzielenie, frakcją – ułamek.
Przykładem niech będzie wyjątek Geometry polskiego zabawa o arytmetyce albo rachowaniu z podręcznika Geometra polski Stanisława Solskiego z 1683 roku:
O multyplikowaniu frakcyj
Liczących zmultyplikuj, dadzą liczącego;
Toż uczyń mianującym, masz mianującego.
Jeśli frakcją przyjdzie wprowadzić całego,
Złam go: toż zmultyplikuj; wyjdzie produkt jego.
Słowo „multyplikacja” i słowa pokrewne występują w słownikach do „Słownika języka polskiego” pod redakcją Witolda Doroszewskiego i „Słownika wyrazów obcych” Władysława Kopalińskiego włącznie.
Przed XVII wiekiem Stanisław Grzepski używał formy „multiplikuią” (mnożą).
Od słowa „multyplikacja” pochodzą przymiotniki „multyplikatywny”, „multyplikatywna” używane jeszcze niekiedy w terminologii matematycznej: „grupa multyplikatywna” (dziś raczej: grupa multiplikatywna), zapis multyplikatywny, „zbiór multyplikatywny” (dziś raczej: zbiór multiplikatywny), funkcja multiplikatywna. Znaczeniem tych przymiotników jest „odnoszący się do działania mnożenia”, „związany z mnożeniem w określony sposób”.
Słownik języka polskiego z przełomu XIX i XX wieku klasyfikuje matematyczne znaczenia słów „multyplikacja” (działanie mnożenia) i „multyplikator” (czynnik w mnożeniu) jako archaizmy (wyrazy staropolskie), choć uznaje za używane biologiczne znaczenie „multyplikacja” (rozmnażanie, mnożenie się) i techniczne znaczenie „multyplikator”; por.:
– Vivant! floreant! – krzyczeli żołnierze, gdy mały rycerz z Basią zatrzymali się dla odczytania napisu.
– Dla Boga! – rzekł pan Zagłoba – przecie ja także gość, ale jeżeli to życzenie multyplikacji i do mnie się stosuje, tedy niech mnie krucy zdziobią, jeżeli wiem, co mam z nim robić.
Dziś słowa „multyplikacja” i jej pochodne wyszły już właściwie z użycia na rzecz multiplikacja, multiplikatywny, pozostając w użyciu głównie przez starszych użytkowników języka. Zjawisko wypierania starszych zachodziło równolegle ze zmianami w innych wyrazach, m.in. rozróżnienie plastyk (zawód lub zajęcie) i plastik (tworzywo sztuczne).